# Galasso da Montefeltro

Stemma della famiglia Da Montefeltro

Galasso da Montefeltro (... – 1300) è stato un politico, condottiero e capitano di ventura italiano e signore di Cesena.

## Biografia
Cugino di Guido e ghibellino, la sua prima impresa militare risale al 1277, quando a capo degli urbinati attaccò e distrusse il borgo di Castel delle Ripe.
Nel 1289 divenne podestà di Cesena, fino all'11 giugno, quando fu a capo delle truppe di Arezzo nella battaglia di Campaldino contro Firenze. Al termine del conflitto, fu eletto podestà di Arezzo, carica che mantenne fino al 1291, per ristabilire la pace con Città di Castello, e quella tra guelfi e ghibellini aretini.
Nel 1292 fu eletto podestà di Pisa e nominato capitano generale del suo esercito, in guerra contro i fiorentini.
Nel 1294 appoggiò il cugino Guido, in guerra contro le milizie di Malatestino Malatesta, per la difesa di Urbino, da poco riconquistata. In seguito, al Malatesta vennero tolte anche Pesaro e Cesena. Di quest'ultima città, Galasso divenne prima capitano nel 1296 e poi due anni dopo fu eletto nuovamente podestà dai cittadini. Nello stesso periodo fu anche eletto capitano della lega ghibellina attiva in Romagna.
A capo dei cesenati, nel 1297 tolse Imola ai bolognesi, e nel maggio del 1298 espugnò il castello di Piega, nei pressi di San Leo, dove uccise anche diversi abitanti del luogo. Questo episodio fece scaturire la rivolta degli abitanti di Pietrarubbia, che uccisero diversi membri della famiglia Montefeltro, tra cui un figlio di Galasso e due suoi fratelli.
Il 23 maggio 1300 insieme al cugino Federico, a Uguccione della Faggiola e Uberto Malatesta, occupò Gubbio, ma un mese dopo venne persa contro i perugini guidati da Cante Gabrielli e i pontifici inviati dal cardinale Napoleone Orsini.

## Letteratura
La figura di Galasso da Montefeltro è citata da Dante nel canto XXVII dell'Inferno della Divina Commedia, e in un passo del IV trattato del Convivio. In entrambe le opere, il poeta-scrittore fiorentino lo ricorda con molta ammirazione, come persona liberale e per niente schiava delle ricchezze, e che volle dominare la sua città non come signore assoluto, ma come funzionario eletto dal popolo.